# Quirino de Tivoli
São Quirino de Tivoli é venerado como mártir e santo da Igreja Católica. Seu culto é centrado em Tivoli. Quirino de Tivoli pode ser o mesmo santo que Quirino de Sescia, cujas relíquias foram transportadas da Panônia para Roma, e talvez Tivoli também, explicando a existência de um culto a São Quirino de Tivoli. Segundo esta interpretação, relíquias de Quirino de Sescia foram levadas para a Península dos Apeninos durante a invasão dos hunos.
De acordo com Johann Peter Kirsch, "não existe um relato histórico dele; ele é, talvez, idêntico a um dos mártires desse nome mencionados na Martirologia de Jerônimo entre grupos de mártires nas datas de 12 de março de 3 e 4 de junho. Em 4 de junho, um Quirino é mencionado com uma declaração do local 'Nividuno civitate'."  A Bibliotheca Sanctorum afirma que Quirino das relíquias de Tivoli repousava na basílica de San Lorenzo em Tivoli, mas nada mais sobre ele é conhecido. Cesare Baronio inseriu seu nome no Martyrology romano em 4 de junho. 